# Бессонная ночь (фильм, 1960)
«Бессонная ночь» — советский художественный фильм кинорежиссёра Исидора Анненского по мотивам повести Николая Дементьева «Мои дороги». Дебют в кинематографе Народного артиста СССР Юрия Соломина.

## Сюжет
Молодой инженер Павел Кауров едет к месту своего первого назначения — в портовый город Сибирск. Его назначают руководить группой портальных и плавучих кранов. После нескольких неполадок Павел осваивается с портовой работой и получает серьёзное поручение. А тем временем в Сибирск приезжает его невеста Нина, будущий архитектор. Однако, кроме Павла, на вокзал пришли её встречать сокурсники — брат и сестра Петунины, в доме которых она останавливается. Вскоре приезжает и Аннушка, которая давно любит Павла. С этого дня у Павла происходят одни неприятности за другими. После аварии крана, произошедшей по его вине, герой берёт себя в руки и делает всё, чтобы вернуть доверие бригады.

## В ролях
- Юрий Соломин (дебют в кино) — Павел Кауров
- Евгений Самойлов — отец Павла
- Людмила Чернышёва — мать Павла
- Алексей Грибов — Батавин, старый крановщик
- Василий Меркурьев — кузнец Снегирёв
- Вадим Захарченко — Дербенёв
- Юрий Медведев — Пулин
- Джемма Осмоловская — Аннушка
- Маргарита Володина — Нина Полонская
- Инна Выходцева — Вика Яхонтова
- Геннадий Карнович-Валуа — Зубков
- Андрей Тутышкин — Власюк
- Иван Любезнов — Дубовик
- Александр Граве — Петунин
- Луиза Кошукова — сестра Петунина
- Александр Пелевин — Кошкин
- Элла Нечаева — Смородина
- Леонид Чубаров — Шилов
- Олег Туманов — Валя Котченко
- Кларина Фролова-Воронцова — соседка Павла
- Ксения Козьмина — секретарша
- Виктор Колпаков — пожилой жених
- Клавдия Козлёнкова — работница ЗАГСа
- Тамара Яренко — регистратор ЗАГСа (в титрах — Т. Мирошниченко)
- Евгений Кудряшёв — поздравляющий с цветами

## Съёмочная группа
- Автор сценария: Василий Соловьёв
- Режиссёр: Исидор Анненский
- Оператор: Валерий Гинзбург
- Композитор: Оскар Фельцман
- Художник: Игорь Бахметьев

## Критика
Фильм был раскритикован в журнале «Искусство кино» (редактор Л.Погожева) (1960). В разгромной рецензии Нины Игнатьевой утверждалось: «И. Анненского меньше всего волнуют глубокие психологические характеристики, его не занимает логика авторского отношения к героям». По поводу кинематографического дебюта исполнителя главной роли было написано: «Но вряд ли этот дебют сослужит хорошую службу молодому актёру. Если бы мы не знали интересных театральных работ Ю. Соломина , его стандартно конфетный герой заставил бы усомниться в талантливости исполнителя».
Игнатьева писала, что в фильме с «неуёмным темпераментом» изображаются перипетии любви Павла, «играется „роковая страсть“ и „горечь крушения надежд“». Она резюмировала: «Итак, вместо многоголосой песни о вступлении в жизнь — устаревший жестокий романс о несостоявшейся любви. Нужен ли этот мотив сегодня?». 
С такой оценкой не согласился киновед C. Фрейлих. Он назвал рецензию Нины безапелляционной, а вопрос о нужности таких фильмов риторическим и давно решённым.